# Шлемм, Альфред
Альфред Шлемм (нем. Alfred Schlemm; 8 декабря 1894 — 24 января 1986) — немецкий офицер, участник Первой и Второй мировых войн, генерал парашютных войск.

## Ранняя жизнь и начало военной карьеры
Шлемм родился в Рудольштадте, княжество Шварцбург-Рудольштадт, Германская империя. Он присоединился к Германской имперской армии 8 Марта 1913 года как фанен-юнкер во 2-й Позенский полк полевой артиллерии Nr.56, и был временно переведён в Данцигскую военную школу в октябре 1913 года. Он вернулся в свой полк до начала Первой мировой войны, в рядах которого оставался до сентября 1919 года, дослужившись последовательно до командира взвода, командира батареи и полкового адъютанта.
В период между мировыми войнами, Шлемм работал на различных штабных, тренировочных и полковых должностях, пока в октябре 1937 года не присоединился к Министерству авиации. В феврале 1938 года он перевелся из армии в Люфтваффе, и в звании полковника был назначен на должность в генеральный штаб Люфтваффе. В июне 1938 года он стал начальником штаба ПВО зоны Запад.

## Военная карьера
В октябре 1939 года он стал начальником штаба Люфтгау ХІ, под началом генерал-лейтенанта Людвига Вольфа. В декабре 1940 года, Шлемм был назначен начальником штаба 11-го авиакорпуса под командованием Курта Штудента. 11-й корпус являлся штабом немецких парашютных и воздушных сил, которые 20 мая 1941 года были использованы при проведении операции «Меркурий», воздушно-десантного вторжения на Крит. В ходе операции погибло, по меньшей мере, 6,000 десантников, но план захвата Крита был выполнен успешно.

### Восточный фронт
С февраля 1942 года был прикреплен к главному командованию 8-го авиакорпуса (генерал-полковник Вольфрам фон Рихтхофен) на Восточном фронте, где стал командиром боевой группы Шлемм (Luftwaffen-Gefechtsverbande), в задачу которой входила поддержка 40-го и 46-го танковых корпусов 4-й армии генерала пехоты Готтхарда Хайнрици. Затем, в июне 1942 года, возглавил 1-ю авиадивизию, базирующуюся в Дугино.
В октябре 1942 года, он стал командующим 2-го полевого корпуса Люфтваффе на Восточном фронте, а позднее в Италии. Корпус Шлемма состоял из четырёх полевых дивизий, и контролировал пространство от Невеля на Двине до Витебска, в составе 3-й танковой армии группы армий Центр. В феврале и марте 1943 года, его корпус участвовал в операции Кугельблитц против партизан, действующих к северо-востоку от Витебска. 6 октября 1943 года, часть корпуса Шлемма была разгромлена во время крупной советской атаки, в результате чего русские смогли прорваться в немецкий тыл и захватить г. Невель. Весь корпус откатился на новые позиции к западу от Городка.

### Италия
В ноябре 1943 года, четыре дивизии были сняты с фронта и переведены в состав 43-го и 9-го армейских корпусов, а затем были передеслоцированы в Италию. 1 января 1944 года его корпус был переименован в парашютный. Шлемм взял под свой контроль резервные силы из более чем 24,000 солдат в окрестностях Рима. Они первоначально были отправлены из Рима для укрепления линии Густава, вдоль реки Гарильяно, но вскоре корпус был срочно направлен против плацдарма союзников в Анцио. Шлемм руководил вел обороной в течение трёх дней, пока командование формально не перешло к генерал-полковнику Эберхарду фон Макензену, командующему 14-й армией. Корпус воевал в Анцио в течение следующих трёх месяцев. Шлем был упомянут в официальном коммюнике Вооруженных Сил и получил Рыцарский крест Железного Креста за свои действия.
После того, как линия Густава была прорвана на плацдармах в Кассино и Анцио, Шлемм вывел свой корпус через центральную Италию. К августу 1944 года они были переброшены к Арно и Готской линии на оборонительные позиции в северных Апеннинах. Вскоре Шлемм передал командование корпусом генерал-лейтенанту Рихарду Хайдриху.

### Рейхсвальд
Шлемм возглавил 3-й парашютный корпус, но это подразделение так и не было активировано. Вместо этого, он сменил генерал-полковника Курт Штудента в качестве командующего 1-й парашютной армии на Западный фронт в Голландии. Данная армия обороняла Рейхсвальд против 1-й канадской армии. Хотя войска у Шлемма были разношёрстными, но действовали они довольно эффективно. Имел под своим началом недоукомплектованную пехотную дивизию и боевые группы, окопавшиеся на Линии Зигфрида. Шлемм был не согласен с точкой зрения, что ближайшие союзные атаки будут дальше на юг, и сумел выстроить грозную оборону.
1-я канадская и 9-я американская армии сжали силы Шлемма на небольшом плацдарме на западном берегу Рейна, напротив Везеля. 10 марта 1945 года, арьергард 1-й парашютной армии эвакуировал этот плацдарм, уничтожив за собой мост, и Шлемм приготовился встретить неизбежное пересечение союзниками реки. Он был ранен в результате воздушной атаки на своём командном пункте в Хальтерн-ам-Зее спустя одиннадцать дней, и командование армией перешло к генералу пехоты Гюнтер Блументритту.

## После войны
В конце войны в мае 1945 года, Шлемм был захвачен в плен британцами. В октябре 1947 года он был репатриирован в Гамбурге. Умер 24 января 1986 года в Альтене недалеко от Ганновера.

## Воинские звания
- Фанен-юнкер (8 мая 1913)
- Лейтенант (19 июня 1914)
- Обер-лейтенант (16 сентября 1917)
- Капитан (1 июня 1925)
- Майор (1 июня 1934)
- Подполковник (1 сентября 1935)
- Полковник (1 февраля 1938)
- Генерал-майор (1 июня 1940)
- Генерал-лейтенант (1 июня 1942)
- Генерал авиации (1 марта 1943)
- Генерал парашютных войск (1 января 1944)

## Награды
- Железный крест (1914)[2]
  - 2 класса
  - 1 класса
- Нагрудный знак «За ранение» в чёрном (1918)
- Рыцарский крест Королевского ордена Дома Гогенцоллернов с мечами (15 октября 1918)
- Почётный крест Первой мировой войны 1914/1918 с мечами
- Медаль «За выслугу лет в вермахте» с 4-го по 1-й класс
- Нагрудный знак парашютиста люфтваффе
- Пряжка к Железному кресту (1939)
  - 2 класса (10 августа 1940)[3]
  - 1 класса (22 июня 1941)[3]
- Нагрудный знак люфтваффе «За наземный бой»
- Немецкий крест в золоте (4 августа 1942)[4]
- Рыцарский крест Железного креста (11 июня 1944)[5]
- Манжетная лента «Крит»
- Упоминался в Вермахтберихт (29 мая 1944)